# Os talocalcaneare posterius
Os talocalcaneare posterius is de benaming voor een accessoir voetwortelbeentje dat soms als extra ossificatiepunt ontstaat gedurende de embryonale ontwikkeling. Bij de mensen bij wie het botje voorkomt, bevindt het botje zich aan de mediale, plantaire zijde van de voetwortel bij de achterste gewrichtsverbinding tussen hielbeen en sprongbeen. Lateraal van het hielbeen ligt het gelijknamige os talocalcaneare laterale, beter bekend als os calcanei accessorium.
Op röntgenfoto's wordt een os talocalcaneare posterius soms onterecht aangemerkt als afwijkend, losliggend botdeel of als fractuur.